# 西中國山地國定公園
西中國山地國定公園，是位在日本島根縣、廣島縣、山口縣的國定公園。1969年1月10日指定。總面積28,553ha。

## 主要景點
- 恐羅漢山
- 寂地山
- 冠山
- 三段峽
- 匹見峽
- 寂地峽

## 關連市町村
- 島根縣 - 濱田市、邑南町、益田市、津和野町、吉賀町
- 廣島縣 - 廿日市市、安藝太田町、北廣島町
- 山口縣 - 岩國市

## 關連項目
- 國定公園

## 外部連結
- （日語）西中國山地國定公園
- （日語）國定公園
- （日語）山口の自然公園